# Mickey Donald & Cie - La Grande Galerie des Personnages
Mickey Donald & Cie - La Grande Galerie des Personnages est une collection de figurines accompagné d'un fascicule d'étude sur les personnages de la Bande dessinées Disney lancée le 26 décembre 2019 et achevée le 16 juin 2022. Elle a été éditée par Hachette.

## Historique
La collection est tout d'abord lancé pour un essai en 2017, nommé "Donaldville, La grande galerie des personnages". Elle devait se concentrer, comme l'indique le titre sur les personnages de Donaldville, contrairement à la collection finale, qui comprend à la fois Donaldville et Mickeyville.
Les fascicules contiennent des articles sur le personnage, son évolution graphique et même l'analyse d'un auteur de bande dessinée Disney en particulier. Les couvertures des fascicules sont réalisées par Daan Jippes et Ulrich Schröder et les articles par Jérémie Noyer et Adrien Miqueu.
Chaque fascicule est accompagné d'une figurine en résine du personnage.

## Liste des numéros
1. : « Donald, un canard excessif », le 26 décembre 2019 (accompagné d'un poster inédit représentant l'arbre généalogique de la famille Duck).
2. : « Mickey, un joyeux touche-à-tout », le 10 janvier 2020.
3. : « Dingo, l'ami fidèle au cœur tendre », le 25 janvier 2020.
4. : « Picsou, un radin très malin », le 9 février 2020.
5. : « Minnie, l’irremplaçable petite amie », le 24 février 2020.
6. : « Pluto, un ami pour la vie », le 5 mars 2020.
7. : « Riri, Fifi et Loulou, un trio plein de ressources », le 19 mars 2020.
8. : « Daisy, une amie tout feu tout flamme », le 2 avril 2020.
9. : « Pat Hibulaire, le colosse aux pieds d'argile », le 16 avril 2020.
10. : « Géo Trouvetou, un génie incompris », le 30 avril 2020.
11. : « Fantomiald, sombre héros », le 14 mai 2020.
12. : « Le 1er frère Rapetou, un gangster obstiné », le 28 mai 2020.
13. : « Gontran Bonheur, un veinard insupportable », le 11 juin 2020.
14. : « Mickey, un tailleur héros malgré lui », le 25 juin 2020.
15. : « Clarabelle, une adorable pipelette », le 9 juillet 2020.
16. : « Le 2e frère Rapetou, un bandit très humain », le 23 juillet 2020.
17. : « Gus Glouton, l'oie opportuniste », le 6 août 2020.
18. : « Miss Tick, une sorcière coriace », le 20 août 2020.
19. : « Les Castors Juniors, d'astucieuses recrues », le 3 septembre 2020.
20. : « Horace, un acolyte farceur », le 17 septembre 2020.
21. : « Le 3e frère Rapetou, un vaurien qui rate tout », le 1er octobre 2020.
22. : « Flairsou, l'héritier sans scrupules », le 15 octobre 2020.
23. : « Picsou, un caneton débrouillard », le 29 octobre 2020.
24. : « Grand-Mère Donald, une aïeule de caractère », le 12 novembre 2020.
25. : « Génius, un rusé mainate », le 26 novembre 2020.
26. : « Gripsou, un fourbe milliardaire », le 10 décembre 2020.
27. : « Minnie, une princesse de cœur », le 24 décembre 2020.
28. : « Picsou, un tenace chercheur d'or », le 7 janvier 2021.
29. : « Goldie, un amour de jeunesse », le 21 janvier 2021.
30. : « Le Fantôme noir, un génie du crime », le 4 février 2021.
31. : « Fantomialde, une super-héroïne de choc », le 18 février 2021.
32. : « Mickey, un aviateur hors pair », le 5 mars 2021.
33. : « Donald Dingue, le savant universel », le 18 mars 2021.
34. : « Commissaire Finot, un policier au grand cœur », le 1er avril 2021.
35. : « Tic & Tac, l'inséparable duo », le 15 avril 2021.
36. : « Popop, un canard déjanté », le 29 avril 2021.
37. : « Géo Trouvetou, l'inventeur du nididé », le 13 mai 2021.
38. : « Mickey, un détective sans pareil », le 27 mai 2021.
39. : « Donald, un caballero enthousiaste », le 27 mai 2021.
40. : « Flagada, le dingue de la voltige », le 9 septembre 2021.
41. : « Super Dingo, l'improbable héros », le 21 septembre 2021.
42. : « Picsou, le milliardaire des Highlands », le 7 octobre 2021.
43. : « Minnie & Figaro, un duo au poil », le 21 octobre 2021.
44. : « José Carioca, le Roi de la samba », le 4 novembre 2021.
45. : « Clara Cluck, la poule avisée », le 18 novembre 2021.
46. : « Professeur Mirandus, le Génie hors du monde », le 2 décembre 2021.
47. : « Brigitte, femme de coeur et d'affaires », le 16 décembre 2021.
48. : « Panchito, le coq tout feu tout flamme », le 24 décembre 2021.
49. : « Donald, un paladin courageux », le 13 janvier 2022.
50. : « Ratino, le rival flambeur », le 27 janvier 2022.
51. : « Oscar Rapace, le savant plagieur », le 10 février 2022.
52. : « Miss Frappe, une secrétaire bien patiente », le 24 février 2022.
53. : « Iga Biva, l'homme du futur », le 10 mars 2022.
54. : « Duflair, l'inspecteur brouillon », le 24 mars 2022.
55. : « Lili, Lulu et Zizi, trois nièces pleines de vie », le 7 avril 2022.
56. : « Gracié Rapetou, le patriarche cambrioleur », le 19 avril 2022.
57. : « Lagrogne, le voisin colérique », le 5 mai 2022.
58. : « Carabosse, la sorcière excentrique », le 19 mai 2022.
59. : « Gilbert, le neveu génial », le 31 mai 2022.
60. : « Baptiste, le majordome flegmatique », le 16 juin 2022.